# Herminia derivalis
Herminia derivalis là một loài bướm đêm trong họ Noctuidae.